# Majo Aguilar

Majo Aguilar

María José Aguilar Carrillo (Ciudad de México, 7 de junio de 1994), conocida como Majo Aguilar, es una cantante y compositora mexicana. Ha sido dos veces nominada a los premios Grammy Latinos en 2022 y 2023 en la categoría de Mejor álbum de música ranchera-mariachi. Actualmente es artista exclusiva de Universal Music Group.
Su primer extended play, Tributo (2017), es un homenaje musical a sus abuelos Antonio Aguilar y Flor Silvestre. Posteriormente firmó un contrato con la discográfica Universal Music y colaboró en la autoría de los temas de su segunda producción, Soy (2019).
«No voy a llorar», de 2021, es el primer sencillo de su álbum ranchero Mi herencia, mi sangre y alcanzó el primer puesto de la lista Mexico Popular Airplay de Billboard.

## Primeros años
María José Aguilar Carrillo nació el 7 de junio de 1994 en Ciudad de México, siendo hija del cantante Antonio Aguilar hijo, y Susana Carrillo, hermana gemela de Flor Susana Aguilar, media hermana de Mariana y Constanza, y nieta de los artistas musicales e histriones de la Época de oro del cine mexicano, Antonio Aguilar y Flor Silvestre.

## Carrera

### 2009-2015: inicios en la música
En 2009, Flor Silvestre presentó a sus nietas María José y Flor Susana en un episodio del programa Don Francisco presenta. En dicho episodio, Majo y Susana interpretaron a dúo dos éxitos de su abuela: «La basurita» y «Celosa». Don Francisco, gran amigo de la familia Aguilar, es el padrino artístico de Majo y Susana.
En 2015, grabó el sencillo «Lo busqué» con sus primos Leonardo y Ángela Aguilar. La canción es de la autoría de la cantante mexicana Ana Bárbara. También grabaron un video en YouTube que tiene más de 130 millones de visitas.

### 2016-2018:Tributoy otras producciones como solista
En 2016, empezó a producir, grabar y subir su propia música. Subió a YouTube el video musical de su primer sencillo, «Triste recuerdo», el 3 de julio. Hizo una versión de la canción más emblemática de su abuela, «Mi destino fue quererte», el 27 de octubre y actualmente esa interpretación es uno de sus videos más vistos en su canal de YouTube.
En 2017, estrenó su primer extended play, Tributo, que incluye sus versiones de dos éxitos de su abuela, «Cielo rojo» y «Cruz de olvido» y de dos éxitos de su abuelo, «Albur de amor» y «Triste recuerdo»; y también dos composiciones suyas («Alas» y «Extraño»). Este lanzamiento digital es un tributo musical a Antonio Aguilar y a Flor Silvestre, de quienes aprendió cómo interpretar sinceramente la letra de una canción:

Algo que les admiro con todo el corazón es que sentías las canciones con ellos, por eso sus temas trascendieron como parte de la música mexicana, no había ninguna pose, eran reales y eso fue lo mejor que me pudieron heredar, cantar honestamente, porque mientras más honesto seas, más fácil que los demás puedan entrar en ti y tú con ellos.

### 2019-2021:Soyy colaboraciones con otros artistas
En 2019, Aguilar firmó un contrato con la compañía discográfica Universal Music Group y estrenó su tercer sencillo, «Un ratito», el 25 de julio. Estrenó su cuarto sencillo, «Quiero verte bailar», el 29 de agosto. Estrenó y promocionó su segundo extended play, Soy, en noviembre. Soy incluye seis temas que ella compuso (entre ellos «Un ratito» y «Quiero verte bailar») y mezcla diferentes géneros, como el pop y la cumbia.
El 10 de septiembre de 2020, estrenó un nuevo sencillo que grabó con El Bebeto y Vicente Fernández, Jr. titulado «Un beso a medias». El video musical también se estrenó ese día en el canal de YouTube de El Bebeto. La canción es su primera grabación con mariachi.
En octubre de 2020, inició una serie de vídeos llamada Sesiones en casa en la cual interpreta versiones acústicas de algunos éxitos de la música mexicana. El primer vídeo, «La media vuelta», se estrenó en ese mismo mes. Otros dos vídeos, «Cielo rojo» y «Amor eterno», fueron grabados en el rancho de sus abuelos paternos.
El 25 de febrero de 2021, Aguilar estrenó el sencillo «Tik tik tik» que grabó con la banda de cumbia Aarón y su Grupo Ilusión para su disquera Universal Music. El vídeo musical fue producido por Rafael González Vara y dirigido por Penélope Kaufer de Atila Films.

### 2021: sencillos rancheros yMi herencia, mi sangre
En mayo de 2021, Aguilar inició una nueva etapa en su carrera al debutar en el género ranchero con su versión con mariachi del vallenato «No voy a llorar» del compositor colombiano Wilfran Castillo. El reconocido productor musical Chucho Rincón y su hijo Fabián Rincón estuvieron a cargo de la producción de este sencillo y del álbum ranchero de Majo Aguilar, titulado Mi herencia, mi sangre.
Aguilar participó en la composición de su segundo sencillo ranchero, «Me vale», escrito con Bruno Danzza y Adrián Navarro. El video oficial se estrenó el 8 de julio, y unos meses después viajó a Nueva York, Estados Unidos para grabar una versión acústica y en vivo para Vevo. Los sencillos restantes fueron lanzados cada tres semanas: «En toda la chapa», «Así es la vida», «Amor ilegal» y «Amigos». «No voy a llorar» alcanzó el primer puesto de la lista Mexico Popular Airplay de la revista Billboard en la semana del 16 de octubre.
Mi herencia, mi sangre, el primer álbum de estudio de Majo Aguilar, se estrenó el 21 de octubre en las plataformas digitales. Ella describió el álbum como «un disco muy, muy especial, los temas están espectaculares, elegidos entre un centenar de canciones gracias a una selección minuciosa». Como homenaje a sus abuelos, incluyó versiones de «Gaviota traidora» y «Mi destino fue quererte» de Flor Silvestre y de «El cantador» de Antonio Aguilar. El vídeo musical de su interpretación de «Qué bonito», éxito de la cantautora española Rosario Flores, se lanzó el mismo día del estreno del álbum.

Lo que quería era que el eje central del disco fuera el amor pero tocar todas sus formas porque normalmente sólo se habla del romanticismo, pero en realidad es todo un universo, en la selección de temas me dije que de un tema al otro fueran completamente diferentes pero todos hablando de amor.
Majo Aguilar

### 2023-presente: disco de oro y segunda nominación al Grammy Latino
El 17 de febrero de 2023, Aguilar lanzó un elepé titulado Se canta con el corazón (Deluxe), que se compone de trece canciones de las que Majo Aguilar es autora de «Tómbola» en coautoría con Mariana Ruíz Martínez, y la canción «Quiero un amor» con Adrián Navarro y Bruno Danza. El 19 de septiembre de 2023 fue nominada a los Grammy Latinos como Mejor álbum de música ranchera. El álbum lo produjo Fabián Rincón en Ciudad de México y se mezcló en España. Aguilar inició al mismo tiempo su primera gira en Estados Unidos con Ana Bárbara.
El 20 de abril de 2023 recibió el disco de oro por ventas de «No voy a llorar» en su espectáculo del Lunario del Auditorio Nacional entregado por Universal Music México.

## Filmografía

### Televisión
| Año  | Título                | Papel | Referencia(s) |
| ---- | --------------------- | ----- | ------------- |
| 2024 | ¿Quién es la máscara? | Pony  | [ 22 ]        |

## Discografía

### Sencillos
- 2015: «Lo busqué» (con Leonardo y Ángela Aguilar)
- 2016: «Triste recuerdo»
- 2016: «Cielo rojo»
- 2019: «Un ratito»
- 2019: «Quiero verte bailar»
- 2020: «Un beso a medias» (con El Bebeto y Vicente Fernández, Jr.)
- 2021: «Tik tik tik» (con Aarón y su Grupo Ilusión)
- 2021: «No voy a llorar»
- 2021: «Me vale»
- 2021: «En toda la chapa»
- 2021: «Así es la vida»
- 2021: «Amor ilegal»
- 2021: «Amigos»
- 2021: «Navidad, Feel the Magic»

### EPs
- 2017: Tributo
- 2019: Soy

### Álbumes
- 2021: Mi Herencia, Mi Sangre
- 2023: Se Canta Con El Corazón (Deluxe)
- 2024: Mariachi Y Tequila (Deluxe)

### Colaboraciones
- 2021: «¿Por qué dejaste que te amara?» a dúo con El Bebeto (del álbum Cuando te enamores)